# Павелецька (станція метро, Кільцева лінія)
55°43′50″ пн. ш. 37°38′11″ сх. д. / 55.73056° пн. ш. 37.63639° сх. д.
Павелецька (рос. Павелецкая) — станція Кільцевої лінії московського метрополітену. Станцію відкрито 1950 року у складі черги «Парк культури» — «Курська».

## Розташування
«Павелецька» розташована між станціями «Таганська» та «Добринінська». Названа по Павелецькому вокзалу. Особливістю станції є відсутність виходу на сам вокзал, як то є на інших станціях московського метро сполучених з вокзалами.

## Технічна характеристика
Конструкція станції — пілонна трисклепінна (глибина закладення — 40 м).

## Пересадки
З центру залу по гранітним сходами можна перейти на однойменну станцію Замоскворіцької лінії. Цей перехід — найдовший міжстанційний перехід у Московському метрополітені. Також пересадку можна здійснити через наземний вестибюль, піднявшись у нього по ескалатору з однієї станції і спустившись через ескалатори іншої.
- Метростанцію  Павелецька
- Залізничну станцію Москва-Пасажирська-Павелецька
- Автобуси: 913, с920, с932, Б, н8;
- Трамваї: 3, 38, 39

## Оздоблення
Пілони оздоблені світлим (коєлга) та коричневато-червоним мармуром. Підлогу викладено гранітом — сірим та чорним. Станцію в роки сталінського режиму прикрасили медальйоном із офіціозним зображенням Сталіна і Леніна (скульптор М. Г. Манізер). Під час правління Хрущова медальйон знято. На цьому місці на початок ХХІ століття мозаїка роботи російського художника і реставратора Коріна Павла Дмитровича на тему єдності радянського пролетаріату та колгоспного селянства.

## Колійний розвиток

Схема колійного розвитку станції «Павелецька»

Станція з колійним розвитком — 3 стрілочних переводи і 1 станційна колія для обороту та відстою рухомого складу, що переходить у ССГ з Замоскворіцькою, Калузько-Ризькою та Серпуховсько-Тимірязівською лініями.

## Цікавинки
На площі біля Павелецького вокзалу розташоване первісне приміщення першого у світі Театрального музею, що походить із приватної колекції Олексія Олександровича Бахрушина (1865—†1929), володар колекції ще 1913 року передав її Петербурзькій Академії наук при розташуванні у Москві.